# Szczyt NATO w Londynie 1990
Szczyt NATO w Londynie – 11. szczyt NATO zorganizowany w Londynie w dniach 5–6 lipca 1990.
W czasie 11 szczytu NATO wypracowano porozumienia dotyczące rozwoju współpracy politycznej i wojskowej z krajami Europy Środkowo-Wschodniej, w tym nawiązania regularnej współpracy dyplomatycznej.

## Postanowienia szczytu
Po zakończeniu obrad szczytu opublikowano Deklarację londyńską o transformacji Sojuszu Północnoatlantyckiego. Deklaracja była dokumentem wstępnym do gruntownych przekształceń w NATO i stanowiła podstawę jego dalszego rozwoju. Przyczyniła się także do opracowania i rozwoju nowej koncepcji strategicznej.
Według uczestników Szczytu, Europejczycy wybierali wolność i pokój i w ten sposób zadecydowali o własnym losie. Pakt Północnoatlantycki winien pozostać sojuszem obronnym i bronić  terytorium wszystkich swoich członków. Sojusz musi dostosować się do zmieniającej się sytuacji międzynarodowej i zainicjować takie zmiany, by stawić czoła nowym wyzwaniom. Podkreślono, że NATO musi się stać instytucją, w której Europejczycy, Kanadyjczycy i Amerykanie będą ze sobą współpracować zarówno w zakresie wspólnej obrony, ale także na rzecz budowy nowego partnerstwa ze wszystkimi narodami Europy.
Członkowie Sojuszu oświadczyli, że państwa Układu Warszawskiego nie są już ich przeciwnikami. Zaproszono rządy ZSRR, Czeskiej i Słowackiej Republiki Federacyjnej, Republiki Węgierskiej, Rzeczypospolitej Polskiej, Republiki Ludowej Bułgarii i Rumunii do odwiedzenia kwatery głównej NATO. Podkreślono, że konieczne są porozumienia w zakresie kontroli zbrojeń, a priorytet nadano Traktatowi o konwencjonalnych siłach zbrojnych w Europie CFE.
Sojusz Północnoatlantycki zaznaczył, że dla zapewnienia pokoju, w tak dynamicznie zmieniającej się sytuacji, musi zachować odpowiednią proporcję sił nuklearnych i konwencjonalnych. Zapowiedziano znaczące zmniejszenie roli taktycznych systemów nuklearnych krótkiego i bliskiego zasięgu. W kontekście planów obrony i kontroli zbrojeń zapowiedziano opracowanie nowej strategii wojskowej. Duże nadzieje wiązano z rolą Konferencji Bezpieczeństwa i Współpracy w Europie. Zaproponowano, aby uczestnicy paryskiego szczytu KBWE zdecydowali, w jaki sposób można stworzyć forum szerszego dialogu politycznego w bardziej zjednoczonej Europie.